# Гаспар, Лоран
Лора́нт Гашпа́р (венг. Gáspár Loránd, фр. Lorand Gaspar, 28 февраля 1925, Тыргу-Муреш, Румыния - 9 октября 2019) — французский медик, поэт и переводчик.

## Биография
Родился в Трансильвании в еврейской семье, где говорили на венгерском, румынском и немецком языках; также учил с детства французский. В 1943 поступил в Будапештский университет, в 1944 был депортирован нацистами в трудовой лагерь в Эльзасе. В марте 1945 бежал во Францию, с 1946 изучал в Париже медицину.
В 1954—1969 работал хирургом в Израиле, в 1970—1995 — в Тунисе. Автор трудов по неврологии.
С 1949 издавал в Париже на венгерском языке литературный журнал, в 1953 опубликовал в Германии книгу афоризмов на венгерском языке, впоследствии писал по-французски. Дебютировал как поэт книгой стихотворений Четвертое состояние вещества (1966, премия Аполлинера).
Переводил поэзию с английского (Д. Г. Лоуренс), немецкого (Рильке), греческого (Сеферис), венгерского (Янош Пилинский, Шандор Вёреш, Отто Тольнаи и др.). Автор путевых заметок о Ближнем Востоке. Выступал также как фотограф.

## Книги
- Le Quatrième État de la matière. — Paris: Flammarion, 1966.
- Gisements. — Paris: Flammarion, 1968.
- Histoire de la Palestine. — Paris: Maspero, 1968 (переизд. 1978)
- Palestine, année zéro. — Paris: Maspero, 1970.
- Sol absolu. — Paris: Gallimard, 1972.
- Approche de la parole. — Paris: Gallimard, 1978.
- Corps corrosifs. — Fata Morgana, 1978.
- Egée suivi de Judée. — Paris: Gallimard, 1980.
- Sol absolu, Corps corrosifs et autres textes, avec un essai d’autobiographie. — Paris: Gallimard, 1982.
- Amandiers. — Gentilly: Hofer, 1980 (иллюстрации Этьенна Айду)
- Feuilles d’observation. — Paris: Gallimard, 1986.
- Carnets de Patmos. — Cognac: Le temps qu’il fait, 1991.
- Égée, Judée, suivi d’extraits de Feuilles d’observation et de La maison près de la mer. — Paris: Gallimard, 1993.
- Apprentissage. — Paris: Deyrolle, 1994.
- Carnets de Jérusalem. — Cognac: Le temps qu’il fait, 1997.
- Patmos et autres poèmes. — Paris: Gallimard, 2001.
- Derrière le dos de Dieu. — Paris: Gallimard, 2010

## Признание
- Большая поэтическая премия Парижа (1987)
- Большая Национальная поэтическая премия (1994)
- Гонкуровская премия по поэзии за совокупность созданного (1998).